# Jeanine Zuschmitt
Fernande-Jeanine Zuschmitt dit Jeanine Zuschmitt, née le 10 octobre 1919 aux Lilas et morte le 17 janvier 2006 à Clamart, est une cycliste française, détentrice du record de l'heure cycliste.
En 1938, elle est la première femme à battre le premier record officiel obtenu par Henri Desgrange en 1893, avec 35,670 kilomètres, au vélodrome de la Croix de Berny, achevé la même année.

## Record de l'heure
Mlle Zuschmitt est recordwoman de l'heure sur la piste du vélodrome de La Croix-de-Berny, elle a couvert, sans entraîneurs, 35 kilomètres 670 dans l'heure. Chronométrée officiellement, cette performance représente le record du monde féminin, la distance parcourue, quelques mois auparavant, par Madame Modère 35 km. 970 n'ayant pas été reconnue officiellement.
A titre de comparaison, rappelons que le record du monde de l'heure sans entraineurs est la propriété chez les hommes en 1938 de Maurice Archambaud, avec 45 km. 817.